# Valeska (Malerin)
Valeska (* 1940 in Stettin; eigentlich Valeska Fuhrmann) ist eine deutsche Künstlerin.

## Leben
Valeska wurde 1940 in Stettin geboren. Der Vater war polnischer Abstammung, die Mutter stammte aus einer Hugenottenfamilie. Valeska wuchs nach Kriegsende in Görlitz auf. Sie studierte nach der Schulausbildung Malerei und Bildhauerei an der Akademie der Künste in Ostberlin und kam Anfang der 1960er Jahre in die Bundesrepublik.
In Düsseldorf, wo sie als eine der ersten Frauen dem traditionsreichen, männerdominierten Künstlerverein Malkasten angehörte, entwickelte sich ihr Malstil vom „Sozialistischen Realismus“, wie er vom DDR-Regime vorgegeben war, hin zum Surrealismus. Aus Landschaften, Tieren, Pflanzen wurden ab 1965 „Schuppenbilder“, bei denen die Motive in einzelne Zellen aufgebrochen werden. Heute bezeichnet sie ihren Malstil als „abstrakten Expressionismus“. Was bei ihr wie abstrakte Malerei wirkt, ist vergrößerte oder auch verkleinerte Wirklichkeit – die auslaufende Welle am Strand, der Blick aus der Tiefe des Meeres, das Abendrot am Himmel, das Gesicht eines Menschen. Valeska lebt und arbeitet in München und ihrem Atelier auf dem Land. Sie zeigte ihre Werke in über 100 Einzelausstellungen.

## Laudatoren
- Münchens Kulturreferent Siegfried Hummel sagte 1992 bei der Vernissage, die von der Galerie Brochier ausgerichtet wurde: „Der Betrachter verspürt eine den Bildern innewohnende tiefere Wirkung, die mit Dynamik herausgearbeitet wurde.“
- Nürnbergs Kulturreferentin Julia Lehner schlug 2005 bei einer Ausstellungseröffnung einen Bogen von der Barockmalerei von Rubens und van Dyck über Künstler des 19. Jahrhunderts wie Cezanne und Feininger: „Valeskas Arbeiten wurzeln in Bezug auf ihre Maltechnik genau in dieser Tradition.“
- Die Kulturchefin des Bayerischen Rundfunks, Sabine Scharnagl, sagte 2006 bei der Vernissage im bayerischen Wirtschaftsministerium: „Die Künstlerin gehört zu den Malerinnen, die ihr Profil, ihren Rang und ihren Rahmen außerhalb eines gefälligen Mainstreams gewonnen haben.“

## Einzelausstellungen (Auswahl)
- 1971 Galerie Popescu, Düsseldorf.
- 1972 Galerie Duncan in Paris, New York, Philadelphia und Washington.
- 1973 Galerie Schüle, Berlin.
- 1976 Beethovenhalle, Bonn.
- 1978 Malkasten, Düsseldorf.
- 1980 Galerie El Almacen, Lanzarote.
- 1980 Galerie Kunst und Raum, Stuttgart.
- 1983 Galerie Unit, Essen
- 1992 Galerie Brochier, München
- 1999 Europäisches Parlament, Brüssel
- 2001 Nürnberger Versicherung, Nürnberg
- 2001 Internationale Funkausstellung, Berlin
- 2003 Münchener Hypothekenbank, München
- 2004 Andrassy-Universität, Budapest
- 2006 Messe München, München[1]
- 2007 Bayerisches Staatsministerium für Wirtschaft[2]
- 2009 Stadthaus, Hersbruck

## Preise
- „Prix de Composition“, Paris
- „Grand Prix de Peinture“, Abidjan